# مرکز آموزش نجوم ادیب
مرکز آموزش نجوم ادیب، وابسته به سازمان فرهنگی تفریحی شهرداری اصفهان، از فعال‌ترین مراکز نجومی کشور است که با هدف ترویج دانش ستاره‌شناسی در بین عموم مردم، بطور پیوسته اقدام به برگزاری رصدهای ماهانه آسمان شب، کلاس‌های آموزشِ اخترشناسی و برگزاری نمایشگاهِ نجوم می‌نماید.

## تاریخچهٔ راه اندازی
مرکز آموزش نجوم ادیب در سال ۱۳۷۴ و توسط شهرداری اصفهان با پیشنهاد و مدیریت علیرضا بوژمهرانی راه اندازی گردید. هدف از تاسیس این مرکز، عمومی سازی علم در سطح جامعه، افزایش سطح معنویت و بهداشت روانی فردی و اجتماعی از دریچه نگاه به آسمان، کشف استعدادهای علمی کودکان، نوجوانان و جوانان و نیز پرکردن اوقات فراغت شهروندان با برنامه‌های سالم علمی و تفریحی بوده‌است. استقبال از این مرکز، مسئولین شهرداری را بر آن داشت تا اعتبارات مورد نیاز برای خرید تجهیزات مورد نیاز مرکز را تأمین نمایند. در پائیز سال ۱۳۷۵ دومین نمایشگاه مرکز به مدت پانزده روز برگزار شد. در این نمایشگاه تجهیزات رصدی کامپیوتری و نیز کتب نجومی خریداری شده در معرض دید بازدید کنندگان قرار گرفت. از این نمایشگاه نیز بیش از سی هزار نفر که گروهی از آنان از شهرهای دوردست آمده بودند بازدید کردند.

## نمایشگاه دائمی
با توجه به استقبال روزافزون شهروندان اصفهانی از برنامه‌های مرکز از سال ۱۳۷۶ نمایشگاه دائمی مرکز راه اندازی شد. در این نمایشگاه انواع آزمایش‌های علمی-نجومی، عکس، پوستر، کتاب، مجله، نرم‌افزار، فیلم و تجهیزات رصدی در معرض دید بازدید کنندگان قرار داده شده‌است و کارشناسان مرکز که از فارغ التحصیلان دانشگاهی در رشته فیزیک هستند به سوالات آنان پاسخ می‌دهند. 

## اعضا
افراد علاقمند به عضویت در این مرکز می‌توانند پس از طی یک دوره آموزش مقدماتی نجوم و موفقیت در امتحان پایان دوره به عضویت مرکز آموزش نجوم ادیب در آیند. کسانی که عضو مرکز می‌شوند قادر خواهند بود از کتابخانه، آرشیو فیلم و نرم‌افزار و نیز ابزارهای رصدی مرکز استفاده نمایند. همچنین برای این افراد برنامه‌های ویژه رصدی در بیرون شهر و داخل مرکز برگزار می‌گردد. هم‌اکنون بیش از۲۰۰۰ نفر عضو مرکز هستند.
این مرکز یک کتابخانه دارد که با عضویت در آن میتوانید فقط از کتاب های نجومی و ستاره شناسی استفاده کرد و به امانت برد.